# Nad jazerom
Nad jazerom (em húngaro: Tóvárosi lakótelep) é um bairro de Košice, a segunda maior cidade da Eslováquia. Está situado no distrito de Košice IV, na região de Košice. Tem 3,66 km² de área e sua população em 2018 foi estimada em 24.613 habitantes.